# ⑮ Thank you, too
《⑮ Thank you, too》是日本的女子偶像組合早安少女組。'17的第15枚原創專輯。於2017年12月6日發行。其所屬的唱片公司為zetima。

## 概要
- 十二期成員尾形春水、野中美希、牧野真莉愛、羽賀朱音；十三期成員加賀楓、橫山玲奈；十四期成員森戶知沙希加入後的第一張原創專輯；亦是十期成員飯窪春菜、工藤遙及十二期成員尾形春水最後參與演唱的專輯。
- 與上一張專輯《早安少女組。全B面單曲選輯 Vol.2》及上一張原創專輯《14章 ～The message～》相距約3年。
- 收錄第63張單曲《BRAND NEW MORNING / Jealousy Jealousy》及第64張單曲《不要阻礙 Here We Go! / 無畏的 Go Sign / 我們還年輕!》，一共5首A面曲。
- 本作分「初回限定盤」、「通常盤」2種版本。「初回限定盤」收錄了「モーニング娘。結成20周年記念イベント 〜21年目もがんばっていきまっしょい!〜」完整映像。
- Oricon週榜最高排名為第4名。

## 收錄內容

### CD（初回限定盤、CD盤）
1. Jealousy Jealousy（Album Version）
（作詞・作曲：淳君 Rapアレンジ：U.M.E.D.Y. 編曲：大久保薫）
63rd單曲、十三期成員加賀楓、橫山玲奈的首張單曲。
2. 妄想在浪漫中醒來的女子之歌（ロマンスに目覚める妄想女子の歌）
（作詞・作曲：淳君 編曲：大久保薫）
3. CHO DAI
（作詞・作曲：淳君 編曲：平田祥一郎 ）
4. 我什麼都不明白 (私のなんにもわかっちゃない)
（作詞・作曲：淳君 編曲：大久保薫 ）
5. 不要阻礙 Here We Go! 
（作詞・作曲：淳君 編曲：大久保薫 ）
64th單曲、十四期成員森戶知沙希的首張單曲；十期成員工藤遙的畢業單曲。
6. Style of my love
（作詞・作曲：淳君 編曲：大久保薫）
飯窪春菜、小田櫻、牧野真莉愛主唱
7. Narcisse 注目 協奏曲 第5號（ナルシス カマってちゃん協奏曲第5番）
（作詞・作曲：淳君 編曲：平田祥一郎 ）
8. 青春Say A-HA
（作詞・作曲：淳君 編曲：大久保薫 ）
9. 我們還年輕
（作詞・作曲：淳君 編曲：平田祥一郎）
64th單曲
10. 已無法克制～Love ice cream～（もう 我慢できないわ〜Love ice cream〜）
（作詞・作曲：淳君 編曲：鈴木俊介）
尾形春水、羽賀朱音、加賀楓、橫山玲奈主唱
11. 無畏的 Go Sign
（作詞：兒玉雨子 作曲：星部ショウ 編曲：Yocke）
64th單曲
12. 戀愛有時（恋は時に）
（作詞・作曲：淳君 編曲：大久保薫 ）
譜久村聖、生田衣梨奈、石田亞佑美、佐藤優樹、工藤遙、野中美希、森戶知沙希主唱
13. 女子喧嚷物語(早安少女組。'17 Ver.) （女子かしまし物語(モーニング娘。'17 Ver.)））
（作詞・作曲：淳君 編曲：鈴木Daichi秀行）
14. BRAND NEW MORNING
（作詞：星部ショウ作曲：Jean Luc Ponpon & 星部ショウ 編曲：Jean Luc Ponpon）
63rd單曲
15. 愛之種(20th Anniversary Ver.)（愛の種(20th Anniversary Ver.)）
（作詞：サエキけんぞう 作曲：桜井鉄太郎 編曲：鈴木俊介 ）

### DVD（初回限定盤）
- モーニング娘。結成20周年記念イベント 〜21年目もがんばっていきまっしょい!〜